# Анна Енквіст
А́нна Е́нквіст (нід. Anna Enquist; справжнє ім'я: Криста Відлунд-Брур, нід. Christa Widlund-Broer; *19 липня 1945, Амстердам, Нідерланди) — нідерландська поетеса й прозаїк.

## З життєпису
Виросла у Делфті. 
Вивчала клінічну психологію у Лейденському університеті, готуючись стати психоаналітиком. 
Закінчила Гаазьку консерваторію за класом фортепіано. 
У 1991 році дебютувала як поет, у 1994 році — як прозаїк. Починаючи з 2000-х років цілком присвятила себе літературі. 
Виступає також з музично-літературними композиціями разом з піаністом Іво Янссеном.

## Творчість
Почала писати вірші, щойно завершила свою музичну кар'єру як піаніст, — збірка «Солдатські пісні» (Soldatenliederen, 1991). Поезії та проза Анни Енквіст насичені музикою. Музика й поезія, на думку авторки, здатні дати свободу особистості.
Бібліографія
- Soldatenliederen (1991, поезія)
- Jachtscènes (1992, поезія)
- Een nieuw afscheid (1994, поезія)
- Het meesterstuk (1994, роман)
- Klaarlichte dag (1996, поезія)
- Het geheim (1997, роман)
- Het oordeel: tien jaar Surplus, elf verhalen (1997)
- De kwetsuur (1999, оповідання)
- De gedichten 1991-2000 (2000)
- De tweede helft (2000, поезія)
- Tussen boven- en onderstem (2001, у співавторстві з Ivo Janssen)
- Hier was vuur (2002, поезія)
- De ijsdragers (2002), подарункова книга
- De erfenis van meneer De Leon (2002, у співпраці з Ivo Janssen)
- De sprong (2003), vijf monologen)
- De tussentijd (2004, поезія)
- Kom dichterbij (2004, у співпраці з Ivo Janssen)
- De thuiskomst (2005, роман)
- Alle gedichten (2005, поезія)
- Lawines van steen  (2005, з піаністом Ivo Janssen)
- De uittocht (2006, з піаністом Ivo Janssen)
- Mei (2007, новели)
- Contrapunt (2008, роман)
- Struisvogels op de Coolsingel (2009)
- Nieuws van nergens (2010, поезія)
- ALT (2010 вірш)
- Twaalf keer tucht (2011, оповідання)
- De verdovers (2011, роман)
- Kool! : alles over voetbal (2012, оповідання і вірші)
- Een kooi van klank (2013)
- Kwartet (2014, роман)
- Hoor de stad (2015, поезія)
- Where a lord washes his hands (2016, новели)
- Daer een seigneur zijn handen wast (2017, роман)
- Want de avond (2018, роман).

## Визнання
Вірші та проза Анни Енквіст перекладені англійською, французькою, німецькою, шведською, російською та іншими мовами; відзначені кількома національними преміями.